# علاء الخيام
علاء الخيام هو سياسي مصري، ورئيس حزب الدستور منذ 1 فبراير 2019.
في 21 أبريل 2019، في ثاني أيام الاستفتاء على التعديلات الدستورية، تعرض الخيّام للاحتجاز في قسم شرطة شبراخيت بمحافظة البحيرة بعد اعتراضه على قيام موظف بمجلس المدينة بتوزيع ورقة على المواطنين تدعوهم للمشاركة في الاستفتاء على التعديلات الدستورية، قبل أن يُطلق سراحه لاحقًا. زعم الخيّام أن الورقة تُستخدم لحشد الموظفين للتصويت، حيث يتم استلام الورقة منهم بعد التصويت مختومة بالحبر الفسفوري، وقال الخيّام: «خلال فترة وجودي في قسم الشرطة استمعت إلى محادثات أفراد القسم مع بعضهم، ولاحظت أنهم المشرفون على عملية حشد المصوتين من كل قرية».